# Der Uhrmacher von Everton
Der Uhrmacher von Everton (französisch: L’horloger d’Everton) ist ein Roman des belgischen Schriftstellers Georges Simenon. Der Roman entstand vom 16. bis 24. März 1954 in Lakeville, Connecticut und wurde im Juni des Jahres beim Pariser Verlag Presses de la Cité veröffentlicht. Die erste deutsche Übersetzung von Ursula Vogel erschien 1991 beim Diogenes Verlag. Im Jahr 1974 kam die Verfilmung Der Uhrmacher von St. Paul von Bertrand Tavernier mit Philippe Noiret in der Hauptrolle in die Kinos.
Dave Galloway ist Uhrmacher in der amerikanischen Kleinstadt Everton. Seit ihn seine Frau vor vielen Jahren verlassen hat, zieht er seinen inzwischen sechzehnjährigen Sohn Ben alleine auf. Abrupt wird er aus seinem ereignislosen Leben gerissen, als der Sohn gemeinsam mit seiner Freundin durchbrennt und auf der Flucht einen Mord begeht. Um jeden Preis will der Vater seinen Sohn beschützen, doch muss er miterleben, wie das flüchtende Liebespaar von der Polizei quer durch Amerika gejagt wird.

## Inhalt
Dave Clifford Galloway ist ein 43-jähriger Uhrmacher, der in der Kleinstadt Everton im Staat New York lebt. Den Höhepunkt in seinem ereignislosen Leben bilden die samstäglichen Backgammon-Spiele bei seinem Freund Frank Musak. Nur einmal schlug er über die Stränge: als er seine Frau Ruth heiratete, die bei allen Kollegen als Flittchen verschrien war. Tatsächlich dauerte es nur 20 Monate, bis Ruth ihren Mann und den gemeinsamen Sohn Ben über Nacht verließ. Seitdem zieht Galloway den inzwischen sechzehnjährigen Ben alleine auf, zu dem er, trotz dessen Verschlossenheit, ein gutes Verhältnis zu haben meint.
Doch eines Samstagabends reißt Ben mit dem Lieferwagen des Vaters aus. An seiner Seite befindet sich Lillian Hawkins, ein fünfzehneinhalbjähriges Mädchen aus der Stadt, die zu Galloways Überraschung bereits seit zwei Monaten die Freundin seines Sohnes sein soll. Schon am Folgetag steht die Polizei vor Galloways Tür und hat nicht nur den alten Lieferwagen des Uhrmachers aufgefunden, sondern auch einen Mann, den Ben erschossen haben soll, um die Flucht mit seinem Oldsmobile fortzusetzen. Jetzt jagt die Polizei von sechs Bundesstaaten und das FBI das vermeintliche Mörderpärchen in der Annahme, dass es einen Staat ansteuert, in dem die Heirat von Minderjährigen zulässig ist.
Hilflos erlebt Galloway von Everton aus die Jagd nach seinem Sohn mit. In der Hoffnung, für Ben einen guten Eindruck zu machen, kooperiert er mit der Presse, und aus Angst, die Polizei könnte die Flüchtigen einfach niederschießen, verbreitet er in den Medien einen Appell zur Aufgabe, der ihm im Nachhinein als Verrat an seinem Sohn vorkommt. Schließlich wird das Liebespaar in Indiana festgenommen, wo es von einem Farmer mit vorgehaltener Pistole Verpflegung erpresste und einen Friedensrichter aufsuchte, um sich trauen zu lassen. Galloway fliegt sofort nach Indiana, doch sein Sohn verweigert jeden Kontakt, und erst ein Anwalt ermöglicht eine Begegnung, in der sich Vater und Sohn nichts zu sagen haben. Der Junge zeigt ein stolzes Lächeln, steckt voller Liebe für seine Freundin Lillian und bereut die gemeinsamen Taten nicht.
Es braucht eine Weile, bis Galloway seinen Sohn zu begreifen lernt und ihn in eine familiäre Linie einzuordnen vermag. Alle Galloways haben ein angepasstes Leben geführt, in dem sie sich resigniert mit den Gegebenheiten abgefunden haben. Doch sie alle haben einmal in ihrem Leben revoltiert. Galloways früh verstorbener Vater, als er seine Mutter eines Tages betrog, Galloway selbst, als er gegen jeden Rat eine Frau von schlechtem Ruf heiratete, und nun sieht der Uhrmacher seinen Sohn Ben diese Reihe der Revolten fortsetzen. Bei der Gerichtsverhandlung vor dem Supreme Court bekundet Galloway Solidarität mit seinem Sohn, womit es ihm erstmals gelingt, ein Band zwischen Vater und Sohn zu knüpfen. Ben und Lillian werden wegen ihrer Jugend nicht zum Tod verurteilt, sondern nur zu lebenslanger Haft. Galloway besucht seinen Sohn regelmäßig im Gefängnis in der Hoffnung, ihm über die Jahre hinweg näherzukommen. Als sich Lillians Schwangerschaft abzeichnet, erwartet der Uhrmacher gespannt die nächste Generation der Galloways, der er das Geheimnis des menschlichen Daseins mit auf den Weg geben möchte.

## Interpretation
Der Uhrmacher von Everton war Simenons letzter in Amerika geschriebener und in Amerika handelnder Roman, bevor der Autor 1955 wieder nach Frankreich zurückkehrte. Laut Lucille F. Becker entwirft Simenon mit nur wenigen Strichen eine amerikanische Kleinstadt in den 1950er Jahren mit einer Hauptstraße, um die sich einige Geschäfte und ein kleines Kino reihen, sowie den abzweigenden Seitenstraßen mit ihren gleichförmigen Wohnhäusern. Er zeichne damit ein Bild von Ruhe und Ordnung, das in starkem Gegensatz zu den künftigen Ereignissen stehe. Tim Morris verweist auf einige amerikanische Mythen, die im Roman eine Rolle spielen, von der Rolle des Baseballs als einer Art säkularer Religion bis zum kriminellen Ausbruch des jungen Liebespaares im Stile von Bonnie und Clyde.
Für Sebastian Hammelehle ist Der Uhrmacher von Everton „ein richtiger Liebesroman – nicht über die Liebe von Männern und Frauen, sondern über die Liebe eines Vaters zu seinem Sohn“. Der Roman nimmt dabei laut Michel Lemoine vollständig die Perspektive des Vaters an, der wie ein moderner Vater Goriot voller Nachsicht und Liebe nicht nur die Taten des Sohnes entschuldigt, sondern ihn gar zum Opfer des Geschehens stilisiert. Die Sicht des Uhrmachers ist zugleich eine negative Sicht auf Frauen, die sich so sehr auf die männliche Abstammungslinie in der Familie verengt, dass auch Galloways Enkelkind am Ende nur als Junge vorstellbar ist. Die Vater-Sohn-Beziehung ist ein häufiges Sujet in Simenons Œuvre, wobei Romane wie Zum roten Esel, Das Schicksal der Malous oder Die Beichte die gegenteilige Perspektive des Sohnes einnehmen. Wiederholt tritt in Simenons Werken ein alleine seinen Sohn aufziehender Vater auf. Das gilt auch für Maigrets Vater in Maigrets Memoiren. John Raymond erkennt in Der Uhrmacher von Everton sogar eine Großvater-Vater-Sohn-Beziehung, die sich auch in Simenons Leben und seinem autobiografischen Roman Stammbaum wiederfinde.
Bereits im zweiten Absatz wird der Leser laut John Raymond regelrecht hypnotisiert in das Leben des Uhrmachers hineingezogen. „Wer weiß, ob er diese Stunden nicht intensiver erlebt, sie in vollen Zügen genossen hätte, wenn eine Ahnung in ihm aufgestiegen wäre, dass es sein letzter glücklicher Abend sein würde?“ Solche Warnungen und Vorboten künftiger Tragödien macht Lucille F. Becker zu Beginn vieler Simenon-Romane aus. Oftmals sei dabei der Protagonist, ein unbedeutender Vertreter der „kleinen Leute“, dem zerstörerischen Schicksal, das ihn erwarte, und der tragischen Rolle, die er darin zu spielen habe, nicht gewachsen und stolpere blind für die Vorzeichen seinem Unglück entgegen. Für Becker lebt der Uhrmacher zu Beginn in Harmonie und Frieden. Die Routine seines Lebens, die Wiederholung mechanischer Gesten und Handlungen sei eine Art Ritual, mit der er das Unglück exorziere. Dabei demonstriert ein Detail wie die räumliche Trennung von Geschäft und Wohnung im selben Haus, zwischen denen der Uhrmacher jeweils die Straße betreten muss, für Tim Morris dessen Entfremdung im Leben.
Nicht nur vom Titel her erinnert Sebastian Hammelehle Der Uhrmacher von Everton an Der Buchhändler von Archangelsk. Beide Protagonisten sind gesellschaftliche Außenseiter, die vom gleichen Typ promisker Frauen verlassen werden. Von diesem Moment an dreht sich Galloways ganzes Leben um seinen Sohn, und als dieser einen Mord begeht, bricht laut Scott Phillips alles, wofür er bisher lebte, zusammen. Der Uhrmacher, der zuvor mit eiserner Selbstkontrolle wie unerträglichem Selbstbewusstsein an seiner Vorstellung eines tadellosen Daseins festgehalten hatte, muss laut Tim Morris erfahren, dass er in Wahrheit weder seinen Sohn, noch seinen Vater kannte. Die Verbindung zwischen ihrer dreier Leben, die er am Ende konstruiert, um sich selbst von ihr zu überzeugen, sei hanebüchen, da die Taten von Vater und Sohn nichts gemein hätten. Lucille F. Becker zieht immerhin den Vergleich, dass alle drei Männer, Großvater, Vater und Sohn, einen Akt der Befreiung versucht hätten, für den sie am Ende lebenslang zahlten.
Im Gegensatz zu Romanen wie Die Flucht des Monsieur Monde sieht Stanley G. Eskin in Der Uhrmacher von Everton einen „Antifluchtroman“, in dem der Protagonist am Ende in seiner Umgebung verwurzelt bleibt wie etwa in Der Sohn Cardinaud. Ungewöhnlich ist dabei die Perspektive, in der nicht der Ausbrecher verfolgt wird, sondern der Zurückgebliebene, der die Flucht aus der Distanz verfolgt. Gleichzeitig handle es sich um einen typisch Simenonschen „Verständnis-Roman“, in dem „das Auffinden und Verstehen der essentiellen Wahrheit, die sich hinter einer traumatischen Situation verbirgt“, im Mittelpunkt stehe. Im direkten und übertragenen Sinn versuche der Uhrmacher seinen Sohn zu „finden“, ihn und seine Handlungen zu verstehen. Am Ende hat Galloway vermeintlich das „Geheimnis des menschlichen Daseins“ verstanden und möchte es an seinen Enkelsohn weitergeben. Worin dieses Geheimnis besteht, bleibt jedoch offen. Lucille F. Becker bietet mehrere Erklärungen an: Es könnte das Primat der Vererbung sein, das zwischen den Generationen einer Familie unzerbrechliche Ketten schmiedet. Es könnte auch die Einsamkeit des Menschen in der Welt sein, wegen der man ihn nicht richten, sondern verstehen und lieben solle.

## Rezeption
Laut Stanley G. Eskin handelt es sich bei Der Uhrmacher von Everton um ein Nebenwerk des Autors. Er lobte allerdings die „meisterliche Handhabung der Erzählperspektive“. T. S. Eliot schrieb Simenon in einem Brief, er sei „stolz und glücklich“, ein signiertes Exemplar zu besitzen. Insbesondere beeindrucke ihn, wie Simenon eines seiner Grundthemen, die Vater-Sohn-Beziehung, aus verschiedenen Blickwinkeln ganz unterschiedlicher Figuren darstelle. Tim Morris fühlte sich dann auch gleich an Eliots Gedicht The Love Song of J. Alfred Prufrock erinnert. Für ihn war es ein „fesselnder kleiner Roman […] voller psychologischer Spannung, wenngleich wenig expliziter Kriminalhandlung“. Peter Kaiser urteilte: „Eine einfühlsame, beängstigende und niemals sentimentale Vater-Sohn-Geschichte, die die Meisterschaft Simenons als Beziehungsbeobachter und Verknappungskünstler klar macht!“
Der amerikanische Schriftsteller Scott Phillips nannte Der Uhrmacher von Everton „das trostloseste Buch“, das er je gelesen habe. Es sei die Art Kriminalroman, die es wert sei, geschrieben zu werden, weil ein Verbrechen geschehe, ohne dass es eigentlich darum gehe. Für Thomas Lask in The New York Times befand sich Der Uhrmacher von Everton nicht auf der gleichen Höhe wie der gleichzeitig veröffentlichte Roman Die Brüder Rico, biete aber trotzdem „einen dokumentarischen Bericht über die verdorbenen Seelen, die unter uns leben.“ Die Saturday Review sah den psychologischen Blickwinkel betont und urteilte: „effektive Erledigung, wie immer.“ Kirkus Reviews sprach von „Präzisionsarbeit für die Fans“.

## Verfilmung
Im Jahr 1974 kam die Verfilmung Der Uhrmacher von St. Paul von Bertrand Tavernier in die Kinos. In den Hauptrollen waren Jean Rochefort und Philippe Noiret zu sehen. Der Film war Taverniers erstes eigenes Filmprojekt. Zuvor hatte er bei der Pressearbeit von zwei anderen Simenon-Verfilmungen – Die Katze und Die Witwe und der Sträfling – mitgewirkt. Vom Roman Der Uhrmacher von Everton war er nach eigenen Angaben tief berührt, er bat Simenon um eine Filmoption, die dieser anfänglich verweigerte und erst erteilte, nachdem Tavernier den Roman in einem längeren Briefwechsel ausführlich analysiert hatte. Tavernier verlegte die Handlung vom amerikanischen Everton in seine Heimatstadt Lyon ins Viertel St. Paul. Daneben baute er einen Polizeikommissar zur zweiten Hauptperson der Handlung aus und machte aus dem zufälligen Mordopfer des Romans einen brutalen Wachmann.
Nach eigenen Angaben habe Tavernier 80 % des Romans unverändert gelassen. Lucille F. Becker sprach dagegen von 80 % eigens für den Film entworfenen Szenen. Insbesondere habe Tavernier den Mord zu einer politisch gerechtfertigten Tat umgemünzt, ein Konzept, das Simenons Œuvre völlig fremd sei. Die abschließende Solidarität von Vater und Sohn gegen die gesellschaftliche Ungerechtigkeit und Unterdrückung im Film habe nichts mit dem unbewussten, unaussprechlichen Innenleben Galloways im Roman zu tun, das allerdings auch nicht auf die Kinoleinwand zu bringen sei. Taverniers Film sei daher ein gutes Beispiel, wie weit man sich bei einer erfolgreichen Simenon-Verfilmung von der Vorlage entfernen müsse, um den Geschmack der Kinogänger zu treffen.

## Ausgaben
- Georges Simenon: L’horloger d’Everton. Presses de la Cité, Paris 1954 (Erstausgabe).
- Georges Simenon: Romans II. Gallimard, Paris 2003 (Bibliothèque de la Pléiade).
- Georges Simenon: Der Uhrmacher von Everton. Übersetzung: Ursula Vogel. Diogenes, Zürich 1991, ISBN 978-3-257-22405-4. (Erstausgabe auf Deutsch)
- Georges Simenon: Der Uhrmacher von Everton. Ausgewählte Romane in 50 Bänden, Band 34. Übersetzung: Ursula Vogel. Diogenes, Zürich 2012, ISBN 978-3-257-24134-1.
- Georges Simenon: Der Uhrmacher von Everton. Übersetzung: Ursula Vogel. Mit einem Nachwort von Philipp Haibach. Hoffmann und Campe, Hamburg 2018, ISBN 978-3-455-00472-4.